# بوبي شرايفر
بوبي شرايفر (بالإنجليزية: Bobby Shriver) (و. 1954 – م)هو محامي، وصحفي، وسياسي من الولايات المتحدة الأمريكية . ولد في شيكاغو .
وهو عضو في الحزب الديمقراطي الأمريكي .

## التعليم
تعلم في جامعة ييل، وكلية ييل للحقوق.

## روابط خارجية
- بوبي شرايفر على موقع IMDb (الإنجليزية)
- بوبي شرايفر على موقع إن إن دي بي (الإنجليزية)
- بوبي شرايفر على موقع ديسكوغز (الإنجليزية)
- بوبي شرايفر على موقع قاعدة بيانات الفيلم (الإنجليزية)